# Jay Bowman-Kirigin
Jay Bowman-Kirigin (ur. 30 czerwca 1987 w Salt Lake City) – amerykański narciarz dowolny. W 2006 roku wystartował na mistrzostwach świata juniorów w miejscowości Krasnoje Oziero, gdzie zdobył srebrny medal w jeździe po muldach oraz brązowy w muldach podwójnych. Na rozgrywanych rok później mistrzostwach świata juniorów w Airolo osiągnął odwrotny wynik. W 2007 roku wystartował też na mistrzostwach świata w Madonna di Campiglio, gdzie zajął 12. miejsce w jeździe po muldach. Najlepsze wyniki w Pucharze Świata osiągnął w sezonie 2006/2007, kiedy to zajął 16. miejsce w klasyfikacji generalnej, a w klasyfikacji jazdy po muldach był siódmy. Nigdy nie startował na igrzyskach olimpijskich.
W 2008 r. zakończył karierę.

## Osiągnięcia

### Mistrzostwa świata
| Miejsce | Dzień    | Rok  | Miejscowość          | Konkurencja      | Zwycięzca                 |
| ------- | -------- | ---- | -------------------- | ---------------- | ------------------------- |
| 12.     | 9 marca  | 2007 | Madonna di Campiglio | Jazda po muldach | Pierre-Alexandre Rousseau |
| 28.     | 10 marca | 2007 | Madonna di Campiglio | Muldy podwójne   | Dale Begg-Smith           |

### Puchar Świata

#### Miejsca w klasyfikacji generalnej
- sezon 2006/2007: 16.
- sezon 2007/2008: 76.

#### Miejsca na podium
1. Inawashiro – 17 lutego 2007 (jazda po muldach) – 2. miejsce